# Anri Krugel
Anri Krugel, verheiratete Anri Krugel-Greeff, wohl auch Anri Krügel (* 14. April 1995), ist eine namibische Triathletin und Radrennfahrerin, die auf der Straße und im Mountainbikesport aktiv ist.
Zu ihren größten Erfolgen im Radsport zählen zweite und dritte Plätze bei den namibischen Straßensportmeisterschaften 2022, 2023 und 2024 und der Gewinn der Silbermedaille bei den Afrika-Meisterschaften im Straßenradsport 2023 im Mannschaftszeitfahren. Im März 2024 gewann sie im Rahmen der Afrikaspiele 2023 im Kriterium Elite ebenfalls Silber. Im Oktober 2024 gewann Krugel-Greeff die Namibian Cycle Classic im Mountainbiken und Straßenrennen.
2021 gewann sie die Bronzemedaille bei den Afrikameisterschaften im Duathlon. 2022 war sie namibische Triathlon-Meisterin auf der Sprintdistanz. Beruflich ist sie als Tierärztin tätig. Im gleichen Jahr nahm sie an den Commonwealth Games 2022 in Birmingham teil und belegte im Triathlon über die Sprintdistanz in 1:05:56 h den 23. Platz. Im Straßenradrennen kam Krugel nicht ins Ziel, im Zeitfahren wurde sie in 49:46,28 min 29.